# Chrysopogon lawsonii
Chrysopogon lawsonii là một loài thực vật có hoa trong họ Hòa thảo. Loài này được (Hook.f.) Veldkamp mô tả khoa học đầu tiên năm 1999.